# Сулпиция Камерина
Сулпиция Камерина (на латински: Sulpicia Camerina) е знатна римлянка от 1 век.

## Биография
Произлиза от клон Камерин на фамилията Сулпиции. Дъщеря е на поета Квинт Сулпиций Камерин (консул 9 г.) и сестра е на Квинт Сулпиций Камерин (консул 46 г.).
Омъжва се за Гай Антисций Вет (консул 23 г.). Техните синове са Гай Антисций Вет (консул 50 г.), Камерин Антисций Вет (суфектконсул 46 г.) и вероятно Луций Антисций Вет (консул 55 г.).
Баба е на Гай Антисций Вет (консул 96 г.) и на Антисция Полита, която се омъжва за аристократа Рубелий Плавт (правнук на Тиберий).